# Перековка заключённых
Переко́вка заключённых (перековка) — советизм, процесс исправительно-трудового воздействия, в ходе которого заключённые должны были пересмотреть свои взгляды на жизнь и порвать с преступным прошлым.

## История
Термин возник в советское время во время строительства Беломорско-Балтийского канала (1931—1933). Широко употреблялся в разговорной речи, в СМИ и даже приказах ОГПУ. За строительство канала 500 человек из числа руководящего состава и заключённых были награждены орденами и медалями; каждый шестой заключённый был досрочно освобождён или получил снижение срока наказания.
Выходили художественные произведения о «перековке», например, была популярна пьеса «Аристократы» (1934) Н. Ф. Погодина. Все они были в русле официальной идеологии, а облик блатных (блатарей) романтизировали. В 1934 году издана коллективная монография «Беломорско-Балтийский канал имени Сталина», которая «впервые в русской литературе восславила рабский труд» (т. е. «перековку»).
Варлам Шаламов в «Очерках преступного мира» и Александр Солженицын в «Архипелаге ГУЛАГ» писали, что государственная политика «перековки» и перевоспитания по отношению к блатарям, «вреднейшему элементу общества», которых власть называла «социально-близкими», в отличие от политических заключённых, была полностью ложной, из-за почти абсолютной их неперевоспитываемости, тюремные и лагерные сроки им за преступления — неоправданно мягкими (от 3 месяцев), это, вместе с соцреалистическим отражением в литературе, способствовало тому, что «один Костя-капитан перевоспитался, а десять тысяч блатных вышли из тюрем раньше времени и совершили двадцать тысяч убийств и сорок тысяч ограблений. Вот цена, которую заплатили за «Аристократов» и «Дневник следователя» Шейнина. За перевыполнение плана работ полагалось снижение лагерного срока вплоть до освобождения («резинка Крыленко») и блатари, которым воровской закон запрещал трудиться, при попустительстве начальства выбивали все проценты плана из остальных заключённых.
После проведения в 1936 году показательного первого Московского процесса риторика от исправления заблуждавшихся граждан резко изменилась на беспощадное искоренение врагов народа, после чего «перековка» перестала отражаться в культуре. А в 1947 году сроки за уголовные преступления были существенно повышены (до 20 лет лагерей), видимо, отражая желание власти покончить с ними.

## Современное употребление
Термин часто используют современные авторы, в основном при описании той эпохи. В частности, в фильме «На муромской дорожке» (1993), действие которого происходит в 20—30 гг., один из персонажей (бывший нэпман, а позже советский служащий) заявляет, что он «перековался».
В кинофильме 1983 года "Зеленый фургон" (действия происходят летом 1920 года) милиционер Грищенко (Б.Брондуков) на вопрос медвежатника Федьки Быка (В.Ильичев): "А со мной как?" отвечает ему: "Может - в расход, а может - на перековку."
См. также
- ГУЛаг